# Rajnald erdélyi püspök
Rajnald (latinul Raynaldus, Reginaldus, †1241. április 11.) 1222-től erdélyi püspök. A muhi csatában esett el. 

## Élete
A franciaországi Normandiában született, nem tudjuk, hogyan került Magyarországra. 1215-ben váradi prépostként bíráskodott, és a gyáni vádlottat, akit egy kiütött fog és 40 márkányi kártétel miatt citáltak a széke elé, tüzesvas-próba alapján felmentette.     
1221-ben meghalt Vilmos erdélyi püspök, és a székeskáptalan Rajnaldot (aki ezek szerint Erdélyben is bírt javadalommal) választotta meg a helyére. Ugrin kalocsai érsek azonban nem erősítette meg a hivatalában, mert - bár a többi feltételnek megfelelt - nem volt testileg hibátlan, egyik szemére nem látott. Rajnald III. Honorius pápához fordult diszpenzációért és felkereste őt az itáliai Alatriban. Az egyházfő 1222. június 3-án megadta számára a szükséges felmentést.   
Az erdélyi Barcaságban letelepedett Teuton lovagrend függetlenedni kívánt a magyar államtól, és ennek egyik lépéseként a pápától azt kérték, hogy vonja ki őket az erdélyi püspök joghatósága alól. Honorius ezt engedélyezte számukra, és 1223 januárjában utasította Tamás egri püspököt, hogy jelöljön ki a lovagoknak főesperest (archipresbyter) vagy dékánt. Rajnald nem fogadta el tekintélyének csorbítását, kiközösítés terhe mellett kötelezte a barcasági papokat az egyházmegyei gyűléseken való megjelenésre és a tized beszolgáltatására. A lovagrend emiatt bepanaszolta a pápánál, aki figyelmeztette a püspököt, hogy a Barcaság ezentúl csakis szentszéki joghatóság alatt áll és 1224. április 30-án a lovagok kérésére teljes szentszéki birtokba vette a területet. 
Hamarosan kiderült azonban, hogy a lovagrend ezt úgy értelmezte, hogy egyúttal a magyar korona alól is kikerülnek, emiatt II. András király 1225 elején sereggel támadt a Barcaságra. Több rendtagot kivégeztetett vagy bebörtönöztetett, elfoglalta egyik engedély nélkül épített várukat, majd felszólította a lovagrendet, hogy hagyja el Magyarországot. III. Honorius hiába szólította fel a visszafogadásukra, a király nem várta meg a hosszúnak ígérkező vizsgálódás végét, hanem fegyveres erővel űzte ki a lovagokat. A Barcaság azonban ezután sem került vissza az erdélyi püspökség alá, hanem külön, az esztergomi érsek alá rendelt dékánságot szerveztek belőle.  
1227-ben Ugrin érsek új egyházmegyét akart szervezni a Szerémségben, IX. Gergely pápa azonban előtte kikérte Rajnald és a csanádi püspök véleményét.  
1228-ban Rajnald kérte IX. Gergelyt, hogy az erdélyi püspök joghatósága alól kivont kolozsmonostori apátság kiváltságát vizsgálják felül (az apátság régóta szálka volt az erdélyi főpapok szemében, korábban Adorján és Vilmos püspökök is fegyveresekkel dúlták fel, az apátot pedig bebörtönözték). A pápa magához rendelte a feleket, majd miután az apát kétszer nem jelent meg a kitűzött időpontban, 1232-ben magyarországi legátusára, Jakab palestrinai püspökre bízta a vizsgálat lefolytatását. A per ezután tanúkihallgatásokkal, fellebbezésekkel évekig folyt tovább (1235 decemberében a kunok püspökét, valamint a csanádi és erdélyi prépostokat kérték fel a folyamat továbbvitelére) és a végleges döntést nem ismerjük (valószínűleg az apátságé maradt a tized szedésének joga és megtartotta korábbi kiváltságait).             
1241-ben Batu mongol kán Magyarországra támadt. Rajnald püspök katonáival együtt IV. Béla király segítségére sietett és április 11-én - Mátyás esztergomi és Ugrin kalocsai érsekkel, valamint Gergely győri és Jakab nyitrai püspökkel együtt - a muhi csatában elesett. Holttestét nem találták meg, valószínűleg tömegsírba temették. A mongolok Gyulafehérvárat, a püspöki székhelyet teljesen elpusztították, az erdélyi lakosság nagy részét legyilkolták vagy elhurcolták rabszolgának. A püspöki szék három évig betöltetlen maradt.